# آکروتوراسیکا
آکروتوراسیکا یک بالارده (زیست‌شناسی) از کشتی‌چسبها است.